# Kannagi

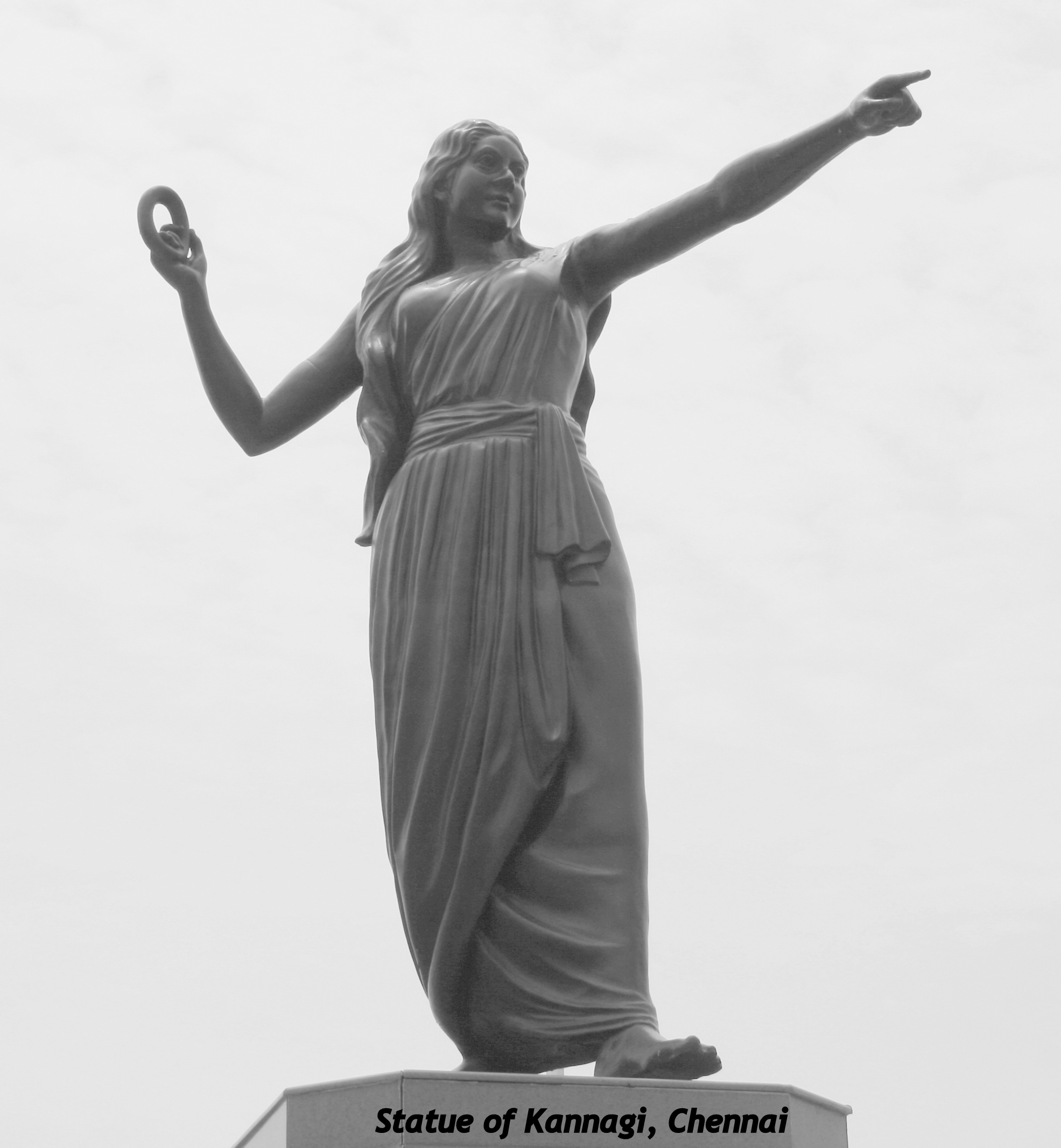
Estatua de Kannagi

Kannagi es una mujer vaisya legendaria en la cultura Tamil, que forma el carácter central de Silapathikaram, un épico tamil (100-300 ac). La historia relata cómo Kannagi se vengó del rey Pandyan de Madurai, que injustamente había dado muerte a su marido, maldiciendo la ciudad.
Kovalan era hijo de un rico comerciante de la comunidad vaisya (también conocida como 'baniya", lo que significa comerciante) en Kaveripattinam, quien se casó con Kannagi. Kovalan conoció a una bailarina, Madhavi, y se enamoró de ella, quien le incitó a gastar toda su riqueza para la bailarina. Al fin, sin un centavo, Kovalan se dio cuenta de su error y volvió con Kannagi. Kovalan esperaba recuperar su fortuna comerciando en Madurai, con el capital obtenido de la venta de las ajorcas preciosas de Kannagi.
Madurai era gobernado por Neduncheziyan I, rey de Pandya. Cuando Kovalan intentó vender las ajorcas, se fue confundido con una ajorca robada de la reina. Kovalan fue acusado de haber robado la ajorca y fue inmediatamente decapitado por el rey, sin ser juzgado.
Cuando Kannagi fue informada de esto, se puso furiosa y partió a demostrar la inocencia de su esposo al rey. Kannagi llegó ante la corte del rey, abrió rompiendo la ajorca que había cogido a Kovalan y mostró que contenía rubíes, al contrario que las ajorcas de la reina que contenían perlas. Dándose cuenta del error, el rey terminó su propia vida al no haber impartido justicia. Kannagi pronunció una maldición según la cual la ciudad entera de Madurai sería quemada. La capital de Pandyas fue incendiada causando enormes pérdidas. Sin embargo, a petición de la diosa Meenakshi, se calmó y más tarde, alcanzó la salvación. La historia constituye el punto decisivo de Silapathikaram escrito por el poeta Ilango Adigal.

## Adoración
Kannagi o Kannaki Amman es elogiada como el paradigma de la castidad y es adorada como una diosa en las regiones elegidas. Es adorada como la diosa Pattini en Sri Lanka por los budistas cingaleses, Kannaki Ammán por los hindúes tamiles de Sri Lanka y como Bhagavathy en el estado indio del Sur de Kerala.

## En la cultura popular
Una película épica tamil, Kannagi, dirigida por R.S Mani fue lanzada en 1942. Esta es la primera película tamil basada en la épica Silapadhigaaram. Una segunda película del mismo nombre, Poompuhar, fue lanzada más tarde, en 1964. Una estatua de Kannagi sosteniendo su ajorca, que representa una escena de Silapathikaram fue instalada en la playa de la Marina, Chennai. Esta fue quitada en diciembre de 2001, alegando que obstaculizaba el tráfico como motivo. La estatua fue erigida de nuevo en junio de 2006.
- Datos: Q3115610
- Multimedia: Kannagi / Q3115610